# تامر أمين
تامر أمين (ولد في 10 سبتمبر 1971) مذيع مصري. برز اسمه في عالم الإعلام من خلال تقديمه للعديد من البرامج الحوارية والإخبارية المميزة، حائزاً على شعبية واسعة في الوطن العربي.
حاصل على ليسانس ألسن قسم لغة إنجليزية وأسبانية عام 1996 وهو ابن الاعلامى المعروف أمين بسيوني وأخ للإعلامى علاء بسيوني مقدم البرامج الدينية. كان يعمل في البداية في مجال السياحة ثم اتجه أخيرا للإعلام حيث عمل في قناة النيل للأخبار كمذيع نشرات أخبارية ومقدم برامج من أهمها برنامج الحدود الملتهبة، برنامج ترمومتر، برنامج صناع التاريخ، برنامج النيل يعانق والبعد الأخر وبرنامج بالبنط الصغير. وكان يقوم بتقديم برنامج «مصر النهارده» البيت بيتك سابقاً على الفضائية المصرية منذ عام 2004 الذي حقق نجاح واسع على مستوى العالم العربي كله وهو ما أثر كثيراً في مشوار تامر أمين المهنى إلى أن انسحب منه مطلع أبريل 2011
ثم انتقل إلى قناة في وقتها كانت حديثة الانطلاق تسمى LTB وبسبب بعض المشاكل الإدارية تم انسحابه منها وبعد عدة أشهر انتقل إلى قناة المحور بلس وأستمر في تقديم برنامجه تحيا مصر إلى أن توقف لمدة غير معلومة بعد عيد الفطر 2012 وبعدها ذهب إلى روتانا مصرية في 2013 ليقدم برنامج ساعة مصرية ثم برنامج من الآخر إلى أن ترك قنوات روتانا ثن أعلن ذهابه لـ شبكة تليفزيون الحياة ليشارك لبنى عسل في تقديم برنامج الحياة اليوم،
في 2022 ل إم بي سي مصر 2 ليشارك منى عراقي في تقديم برنامج العاشرة مساء

## الأداء الإعلامي
ذاعت شهرة تامر أمين بعد مشاركته في تقديم برنامج «البيت بيتك» مع الإعلامي محمود سعد وخيري رمضان، ثم شارك الثلاثة في تقديم برنامج «مصر النهارده» بعد توقف «البيت بيتك». وبعد أن توقف "مصر النهارده" بعد أحداث ثورة 25 يناير، انضم تامر أمين إلى فريق العمل بقنوات LTb الفضائية لتكون المرة الأولى التي يعمل بها بعيداً عن التلفزيون المصري.

## الحياة الشخصية
متزوج من المذيعة المعتزلة «شيرين» إحدى زميلاته بقناة النيل للأخبار

## برامج
- مذيع نشرات أخبارية
- الحدود الملتهبة
- ترمومتر
- صناع التاريخ
- النيل يعانق
- مساحة اتفاق على قناة النيل للأخبار
- البعد الأخر
- بالبنط الصغير
- مصر النهاردة (البيت بيتك سابقا) 2004
- تحيا مصر على قناة LTB
- تحيا مصر على قناة المحور بلس
- ساعة مصرية 2012 - 2013 على روتانا مصرية
- من الآخر برنامج 2014 - 2015 على روتانا مصرية
- الحياة اليوم على شبكة تليفزيون الحياة
- العاشرة مساء على إم إم سي 2